# Carl Heinrich Nicolai

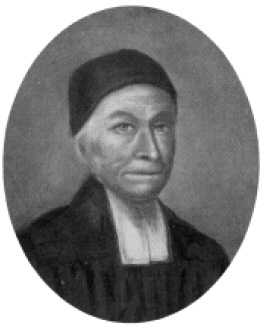
Carl Heinrich Nicolai (1739–1823)

Carl Heinrich Nicolai (* 26. November 1739 in Berlin; † 18. September 1823 in Lohmen) war Lehrer, Theologe, Wanderführer und Schriftsteller. Nicolai war einer der ersten Wanderführer in der Sächsischen Schweiz, er gilt zusammen mit Wilhelm Leberecht Götzinger als touristischer Erschließer dieser Region.

## Leben und Wirken
Nicolai wuchs als Sohn des verarmten Schuhmachers Johann Christian Nicolai und dessen Frau Anna Regina in Berlin auf. Er war das zehnte von insgesamt elf Kindern des Paares. Nicolais Vater gab 1748 sein Handwerk auf und gründete eine Schule, in der er zusammen mit seiner Frau Kindern Grundkenntnisse in Mathematik und Deutsch sowie in Religion vermittelte. Zu den Schülern zählte auch sein eigener Sohn. Nach dem Tod der Mutter im Jahr 1752 übernahm Carl Heinrich Nicolai den Unterricht für die jüngsten Kinder der Schule.
Aus finanziellen Gründen blieb ihm eine höhere Schulbildung sowie ein Studium verwehrt, stattdessen war er gezwungen, einen Handwerksberuf zu erlernen. Nicolai war jedoch handwerklich nicht geschickt und Ausbildungsversuche als Büchsenmacher, Tischler und Schuhmacher musste er erfolglos abbrechen. So erhielt Nicolai 1758 doch noch die Möglichkeit an einer Realschule eine Ausbildung zum Lehrer aufzunehmen. Diese Tätigkeit entsprach seinen geistigen Interessen und bereits im folgenden Jahr konnte er eine Arbeit als Lehrer für Religion und Geographie im Dienst von Friedrich Wilhelm Graf von Wartensleben (Rittergut Selben) in Döbernitz aufnehmen.
1762 ging Nicolai als Lehrer an eine Berliner Realschule, kehrte aber noch im gleichen Jahr nach Döbernitz zurück, da ihm die Berliner Schule aufgrund des herrschenden Siebenjährigen Krieges keine wirtschaftliche Sicherheit bieten konnte. Nachdem er sein Wissen um die lateinische und griechische Sprache erweitert hatte, übersiedelte er nach Dresden und gründete hier Ende 1764 seine eigene Privatschule. Hier gab er neben dem Schulunterricht auch zahlreiche Privatstunden. In seiner Freizeit setzte er bereits begonnene theologische und naturwissenschaftliche Studien fort.
Ab 1780 begann Nicolai mit dem Abhalten physikalischer Vorlesungen. Seit 1784 arbeitete er als Lehrer am Freimaurerinstitut in der Friedrichstadt. Von 1789 bis 1797 wirkte er hier als Direktor des Lehrerseminars. Nicolai folgte Diakon Feigenhauer, dem ersten Direktor der Einrichtung, nach.
Nach dem Tod seiner Frau (1797) gab er seinen Posten auf, legte mit 58 Jahren die Prüfung der Theologie ab und zog mit vier Kindern nach Lohmen, wo er eine freigewordene Pfarrstelle übernahm.
Rasch begann er mit der Erkundung der umliegenden Felsenwelt der Sächsischen Schweiz. Auf seinen Wander- und Ausflugstouren wurde er in zunehmendem Maße von Besuchern begleitet, die wie Nicolai von der Natur der Sächsischen Schweiz fasziniert waren. Wohl auf Vorschlag seiner Besucher gab Nicolai 1801 einen ersten Wegweiser durch die Sächsische Schweiz heraus. Bis 1825 erschien das Buch in fünf Auflagen und machte den Autor v. a. in Dresden bekannt. Sein Pfarrhaus in Lohmen war dadurch erste Anlaufstelle für Reisende in die Sächsische Schweiz. Der Ort galt zur damaligen Zeit als Tor zur Sächsischen Schweiz, da die Anreise noch nicht wie heute üblich über Pirna und die Verkehrswege im Elbtal, sondern über Pillnitz, den Liebethaler Grund und Lohmen zur Bastei und weiter in die Hintere Sächsische Schweiz erfolgte.
1821 erkrankte Nicolai an einem Augenleiden, welches ihn zum Niederlegen seiner Arbeit als Pfarrer zwang. Am 18. September 1823 starb Carl Heinrich Nicolai in Lohmen. Seine Grabstätte ist auf dem dortigen Friedhof erhalten.

## Familie
Nicolai heiratete 1769 Johanna Christiana Henriette Marquardt, die Tochter eines Schneidermeisters aus Zellerfeld. Aus der Ehe gingen bis 1787 neun Kinder hervor. Der Tod seiner Frau (1797) war mit ausschlaggebend für Nicolais Umzug von Dresden nach Lohmen. Die ländliche Abgeschiedenheit der Sächsischen Schweiz half ihm, den Schmerz über den Verlust der ersten Frau zu verarbeiten. 1799 heiratete er erneut. Bei seinem Tod hinterließ er 5 Töchter und 4 Söhne.

## Nachwirkung
Carl Heinrich Nicolai zählt zusammen mit Wilhelm Leberecht Götzinger zu den Erschließern der Sächsischen Schweiz. Ihm kommt das Verdienst zu, den ersten Reiseführer über die Region verfasst zu haben. Im Gegensatz zu Götzingers Beschreibungen aus den Jahren 1786 und 1804 verzichtete Nicolai auf umfangreiche heimat- und naturkundliche Darstellungen, obwohl sein Wissen dies zugelassen hätte. Stattdessen veröffentlichte Nicolai einen kurzen und handlichen Reiseführer, der sich v. a. unter den Dresdner Einwohnern großer Beliebtheit erfreute. Mit seiner Tätigkeit als Schriftsteller und Wanderführer leistete er einen wesentlichen Beitrag zum Bekanntwerden der Sächsischen Schweiz und legte mit den Grundstein für eine touristische Entwicklung der Region.
Schon 1834 wurde ihm zusammen mit Götzinger Gedenktafel an der Basteibrücke gedacht. Das 1973 restaurierte Grab Nicolais ist in unmittelbarer Nähe der Kirche auf dem Lohmener Friedhof zu finden. Außerdem erinnern ein nach ihm benannter „Nicolaiweg“ an das Wirken des Pfarrers.

## Schriften
Die umfassende Bildung des Pfarrers und Lehrers kommt in seinen Schriften zu völlig unterschiedlichen Themen zum Ausdruck. Neben dem berühmten Wanderführer schrieb Nicolai ein Buch zur Astronomie sowie eines zum Kalenderwesen. In einer Denkschrift zum Thema Blitzableiter veröffentlichte er seine Erfahrungen mit dem Bau und dem Betrieb derartiger Einrichtungen. Er hatte an Pfarrhaus und Kirche Blitzableiter selbst angebracht. Zuletzt verfasste Nicolai noch eine Autobiografie.
- Gänzlich gehobene Bedenklichkeiten wegen Anlegung der Blitzableiter, nebst Anweisung, wie sie am leichtesten und wohlfeilsten angelegt werden können, Waltherische Hofbuchhandlung, Dresden 1800
- Wegweiser durch die Sächsische Schweiz nebst einer Reisekarte, Pirna 1801
  - zweite Auflage, Dresden 1811 (Digitalisat)
  - Neuauflage Hellerau-Verlag, Reihe Kursächsische Wanderungen Heft 1, Dresden 2003, ISBN 3-910184-02-2)
- Über die Seidenraupen, Leipzig 1801
- Über die Hunde, Leipzig 1801
- Wegweiser durch den Sternenhimmel, Dresden 1810
- Die Umsicht im Sternenhimmel, Berlin 1812
- Schlüssel zu den Geheimnissen der Kalender 1814
- Glaubens-Bekenntniß, Pirna 1823
- Der räthselhafte Mann – Lebensbeschreibung des Pastors Nikolai in Lohmen von ihm selbst im hohen Alter flüchtig entworfen, 1865

## Galerie

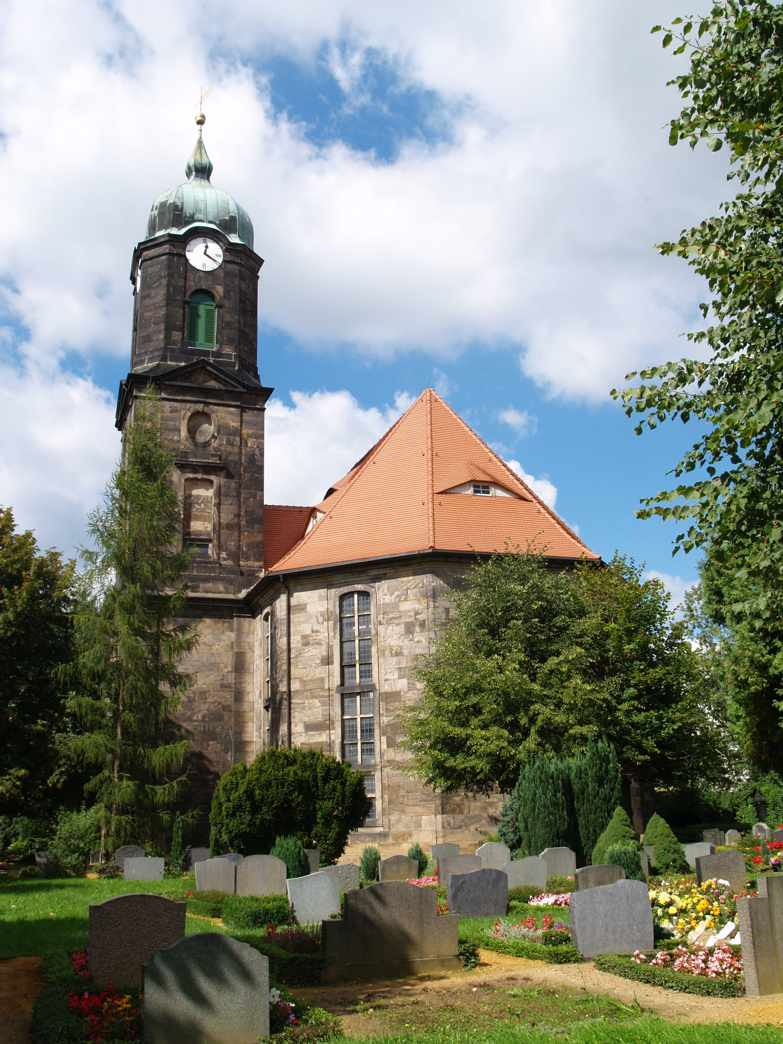
Die Kirche in Lohmen, ab 1797 Wirkungsstätte von Carl Heinrich Nicolai
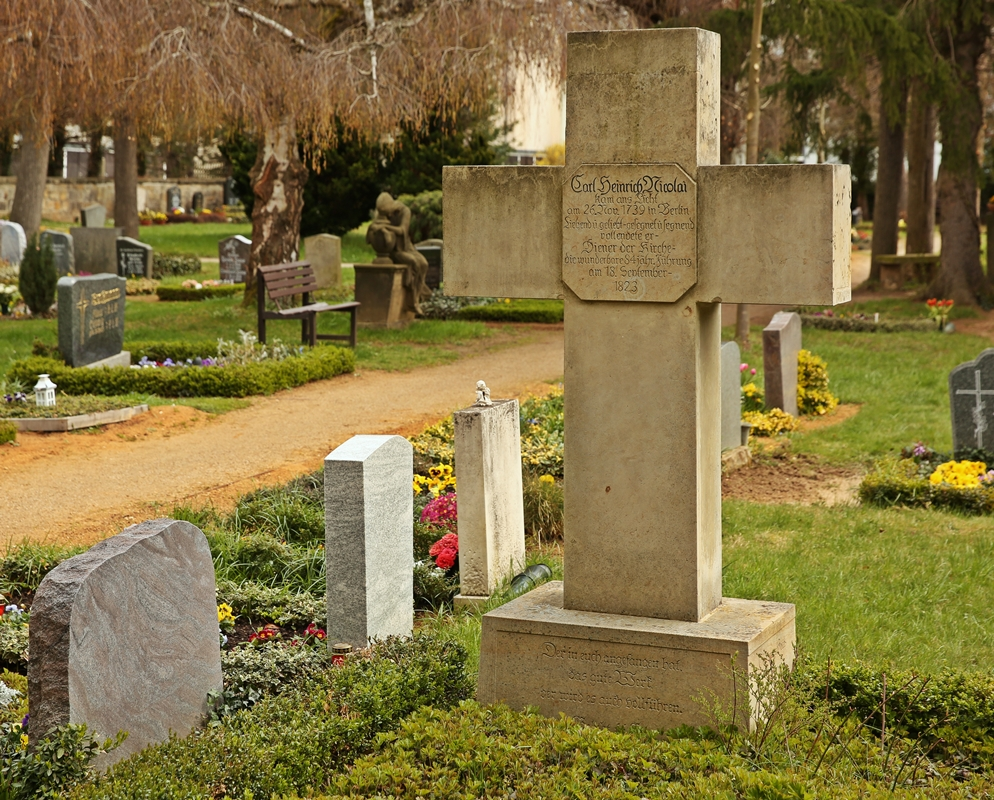
Grabstelle auf dem Friedhof der Kirche in Lohmen
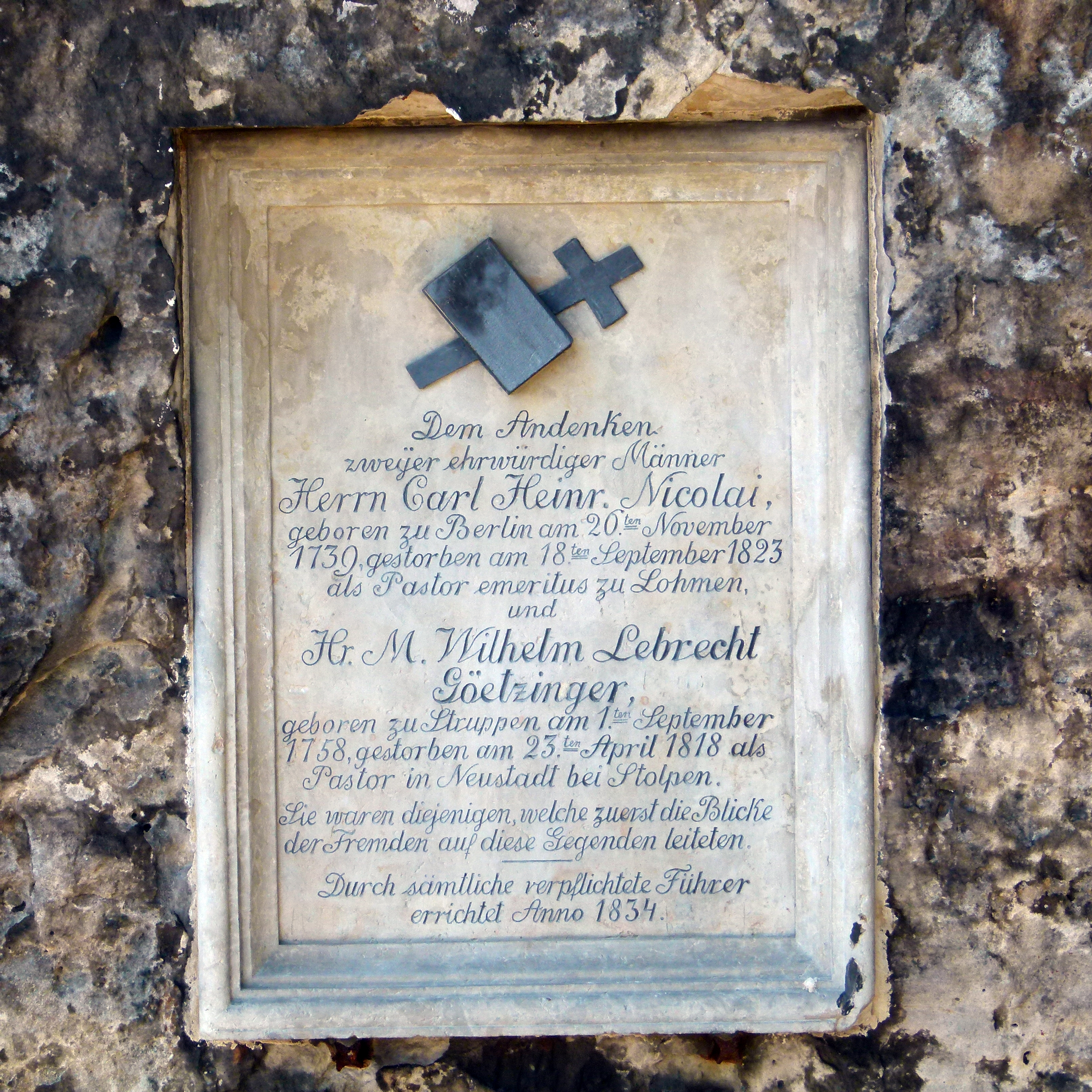
Gedenktafel an der Basteibrücke
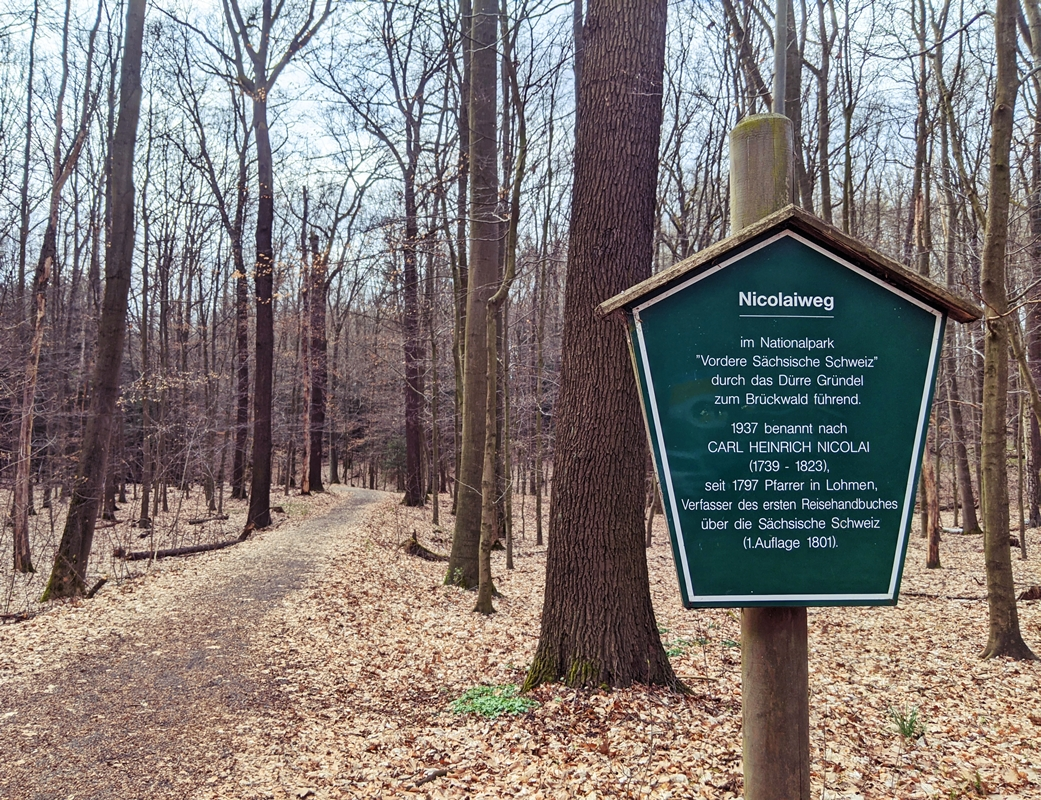
Informationstafel am Nicolaiweg